# Покровское (Островский район)
Покровское — село в Островском районе Костромской области. Входит в состав Адищевского сельского поселения.

## География
Село расположено в южной части области на расстоянии примерно в 20 километрах по прямой к юго-западу от районного центра посёлка Островское.
Часовой пояс
Село Покровское как и вся Костромская область, находится в часовой зоне МСК (московское время). Смещение применяемого времени относительно UTC составляет +3:00.

## Население
| 2008 | 2010 | 2014 |
| ---- | ---- | ---- |
| 6    | ↗10  | ↗11  |

Национальный состав
Согласно результатам переписи 2002 года, в национальной структуре населения русские составляли 100 % из 12 чел..